# Chiesa di Santa Maria in Piazza (Lucca)
La chiesa di Santa Maria Assunta in Piazza di Brancoli è una chiesa di Lucca che si trova in località Brancoleria.

## Storia e descrizione
La chiesa è già attestata nell'VIII secolo, ma la costruzione attuale, a navata unica con abside, e paramento in calcare bianco squadrato e levigato, risale agli inizi dell'XI secolo. L'apparato decorativo è ridotto al minimo, risolvendosi negli archetti di coronamento dell'abside gradinati e sostenuti da mensole con semplici decorazioni vegetali. In facciata il portale, la cui lunetta è ornata di ghiere a motivi vegetali e a intreccio, accolse, agli inizi del Duecento, un architrave con il classico motivo guidettesco di tralci e di girali vegetali. Accanto al portale sono inserite cinque formelle databili all'XI secolo. La chiesa, che già nel XVI secolo era stata modificata, è stata rialzata nel XIX secolo, quando venne anche riorganizzato l'interno.